# Pangawinan
Pangawinan is een bestuurslaag in het regentschap Serang van de provincie Banten, Indonesië. Pangawinan telt 3390 inwoners (volkstelling 2010).